# Grabów (powiat Żarski)
Grabów is een plaats in het Poolse district Żarski, woiwodschap Lubusz. De plaats maakt deel uit van de gemeente Tuplice.
Grabów maakte vroeger deel uit van Duitsland en behoort pas sinds de grenswijzigingen na de Tweede Wereldoorlog bij Polen.